# Marina Riawkina
Marina Andriejewna Riawkina, po mężu Gołdyriewa (ros. Марина Андреевна Рявкина-Голдырева; ur. 19 czerwca 1993 w Kurganie) – rosyjska koszykarka, występująca na pozycji rozgrywającej, reprezentantka kraju, od 2022 zawodniczka MBA Moskwa.

## Osiągnięcia
Stan na 19 maja 2024, na podstawie, o ile nie zaznaczono inaczej.

### Drużynowe
- Brązowa medalistka mistrzostw Rosji (2023)
- Finalistka Pucharu Rosji (2015, 2016, 2022)
- Uczestnik rozgrywek:
  - Euroligi (2013/2014)
  - Eurocup (2014–2019, 2021/2022)

### Indywidualne
(* – nagrody przyznane przez portal eurobasket.com)
- Zaliczona do*:
  - I składu najlepszych zawodniczek krajowych rosyjskiej ligi PBL (2017)
  - II składu ligi rosyjskiej (2022)
  - honorable mention rosyjskiej ligi PBL (2017)

### Reprezentacja
Seniorska
- Uczestniczka:
  - mistrzostw Europy (2021 – 6. miejsce)[4]
  - kwalifikacji do:
    - mistrzostw świata (2022)
    - Eurobasketu (2021, 2023)

Młodzieżowe
- Uczestniczka mistrzostw:
  - świata U–17 (2010 – 6. miejsce)[5]
  - Europy: 
    - U–20 (2013 – 6. miejsce)[6]
    - U–18 (2011 – 13. miejsce)[7]
    - U–16 (2009 – 4. miejsce)[8]